# Albert Lilienberg (politiker)
För andra betydelser, se Albert Lilienberg (olika betydelser).

Fotografiporträtt på häradshövding Albert Alexander Lilienberg.

Albert Alexander Lilienberg (i riksdagen kallad Lilienberg i Ronneby), född 12 juni 1833 i Näsby vid Kristianstad, död 30 juli 1921 i Ronneby, var en svensk jurist och politiker. Han var bror till Gustaf Robert Lilienberg samt far till Gustaf, Carl, Erik och Albert Lilienberg.

## Biografi
Lilienberg blev student vid Lunds universitet 1849 och avlade 1851 hovrättsexamen. 1864 utnämndes han till assessor i Svea hovrätt, blev 1868 konstituerad och 1870 ordinarie revisionssekreterare. 1874 blev han häradshövding i Medelstads domsaga i Blekinge. Åren 1880–1882 var han ledamot av kommittéerna för omarbetning av förordningarna om stämpelavgift och om expeditionslösen. 
Vid ett fyllnadsval hösten 1885 valdes Lilienberg till ledamot av andra kammaren för städerna Karlshamns stad, Sölvesborgs stad och Ronneby stad. Vilket han (med undantag av majriksdagen 1887) var till och med 1893 års riksdag. Vid alla riksdagar från och med 1888 var han vice ordförande i lagutskottet. Han reserverade sig vid 1889 års riksdag mot den av utskottet i modifierad form stödda propositionen om inskränkning i tryckfrihetsförordningen (munkorgslagen). I övrigt arbetade Lilienberg för utvidgad rösträtt, valfritt civiläktenskap, verksammare folkskoleinspektion, ändrade valbarhetskvalifikationer till första kammaren samt i allmänhet för reformer i humanitär riktning och för värnande av konstitutionella medborgerliga rättigheter. 
Lilienberg tillhörde den av städernas frihandlare bildade "centerns" förtroenderåd och hade 1892–93 plats i talmanskonferensen. 
I februari 1892 valdes Lilienberg till justitieombudsmannens efterträdare och skulle börja på denna post hösten samma år, men avsade sig då uppdraget. Den vid urtima riksdagen 1892 genomdrivna utsträckningen av värnplikten kom till stånd med Lilienbergs medverkan. 1893 ställde Lilienberg inte upp för återval. Han fungerade som ordförande en längre tid för Ronneby stadsfullmäktige och 1886–1902 i Blekinge läns landsting.